# یورن دیریکسن
یورن دیریکسن (انگلیسی: Jørn Didriksen؛ زادهٔ ۲۷ اوت ۱۹۵۳) نویسنده، اسکیت‌باز سرعت، و مؤلف (پدیدآور) اهل نروژ است.